# 龔仙舫
龚仙舫（1905年—1946年），湖南石门人，中华民国政治人物。中国国民党党员。
民国十五年（1926年）3月从中央军校武汉分校第六期毕业。曾任国民政府军统局上海联合办事处秘书主任兼局本部人事處長，少將军衔。民国三十五年（1946年）与军统局长戴笠一同坠机遇难。